# Knau
Knau é uma localidade e antigo município da Alemanha localizado no distrito de Saale-Orla, estado de Turíngia.
Pertence ao Verwaltungsgemeinschaft de Seenplatte. Desde dezembro de 2019, forma parte do município de Neustadt an der Orla.